# サザンの勝手にナイトあっ!う○こついてる
『サザンの勝手にナイトあっ!う○こついてる』（サザンのかってにナイトあっ!うんこついてる）は、1984年4月14日から9月1日まで土曜23時55分から1時20分（日曜深夜）に計6回、日本テレビ系で放送されていた、音楽バラエティ番組。サザンオールスターズの冠番組でもあった。スタッフからは「うんこ」と言われていた。

## 概要
1984年4月14日から9月1日まで毎月1回（放送日は4月14日、5月5日、6月9日、7月7日、8月4日、9月1日）、通常は映画枠・外国テレビドラマ枠（同年6月～9月の間は『遥かなる西部 わが町センテニアル』を放送）だった土曜日深夜23:55 - 25:20（1:20）で放送されていた。
バンドのサザンオールスターズ（サザン）と、駆け出しだった三宅裕司や小倉久寛らスーパー・エキセントリック・シアター（SET）によるコントと音楽で構成されたバラエティ番組。三宅は初めてのテレビ出演だった。サザンがメインであり、サザンと同じくアミューズに所属し、当時まだ無名であったSETはバーターとして出演していた。三宅は「事務所が三宅裕司を売ろうとしていたとき、サザンがそれを理解して、一肌脱いでくれた」「サザンには足を向けて寝られない」と話している。オープニングコントではオチで必ず桑田佳祐が「あっ!うんこついてる」と言っていた。三宅は、桑田はアドリブに強い人だと話している。桑田はコントについて「山下達郎やユーミンはこんなことしないだろうにな」とぼやいていたという。
その後、この番組をきっかけに三宅らによるコント番組『いい加減にします!』がスタートした。

## 出演
- サザンオールスターズ
  - 桑田佳祐
  - 関口和之
  - 松田弘
  - 原由子
  - 野沢秀行
  - 大森隆志
- スーパー・エキセントリック・シアター（SET）
  - 三宅裕司
  - 小倉久寛
  - ほか

## スタッフ
- オープニングテーマ：サザンオールスターズ「ボディ・スペシャルI (BODY SPECIAL)」
- 構成：長谷川勝士
- 制作著作：日本テレビ放送網